# Tapio Piipponen
Ville Juha Tapio Piipponen (ur. 21 czerwca 1957 w Sotkamo) – fiński biathlonista, brązowy medalista mistrzostw świata i czterokrotny medalista mistrzostw świata juniorów.

## Kariera
Pierwsze sukcesy w karierze osiągnął w 1977 roku, kiedy zdobył srebrny medal biegu indywidualnym i brązowy w sztafecie na mistrzostwach świata juniorów w Vingrom. Podczas rozgrywanych rok później mistrzostw świata juniorów w Hochfilzen w obu tych konkurencjach był trzeci.
W Pucharze Świata zadebiutował 12 lutego 1981 roku w Lahti, kiedy zajął piętnaste miejsce w biegu indywidualnym. Tym samym już w debiucie zdobył pierwsze punkty. Na podium zawodów tego cyklu pierwszy raz stanął 30 stycznia 1981 roku w Ruhpolding, zajmując drugie miejsce w sprincie. W zawodach tych rozdzielił Matthiasa Jacoba z NRD i Kjella Søbaka z Norwegii. W kolejnych startach jeszcze czterokrotnie stawał na podium: 6 stycznia 1984 roku w Falun był trzeci w biegu indywidualnym, 19 stycznia 1984 roku w Ruhpolding był drugi w tej konkurencji, 14 lutego 1984 roku w Ruhpolding był w niej trzeci, a 14 marca 1986 roku w Boden wygrał bieg indywidualny. Najlepsze wyniki osiągał w sezonie 1985/1986, kiedy zajął czwarte miejsce w klasyfikacji generalnej.
Podczas mistrzostw świata w Ruhpolding w 1985 roku wywalczył swój jedyny medal wśród seniorów, zajmując trzecie miejsce w biegu indywidualnym. Wyprzedzili go tam tylko Jurij Kaszkarow z ZSRR i Frank-Peter Roetsch z NRD. Był też między innymi szósty w tej konkurencji na mistrzostwach świata w Lake Placid w 1987 roku. W 1984 roku wystąpił na igrzyskach olimpijskich w Sarajewie, gdzie zajął 12. miejsce w biegu indywidualnym, 15. w sprincie i siódme w sztafecie. Brał też udział w igrzyskach w Calgary cztery lata później, zajmując ósmą pozycję w biegu indywidualnym, siódmą w sprincie i dwunastą w sztafecie.

## Osiągnięcia

### Igrzyska olimpijskie
| Rok  | Miejscowość | Konkurencje | Konkurencje | Konkurencje | Konkurencje | Konkurencje | Konkurencje | Konkurencje |
| Rok  | Miejscowość | IN          | SP          | PU          | MS          | RL          | MR          | SR          |
| ---- | ----------- | ----------- | ----------- | ----------- | ----------- | ----------- | ----------- | ----------- |
| 1984 | Sarajewo    | 12.         | 15.         | nd.         | nd.         | 7.          | nd.         | –           |
| 1988 | Calgary     | 8.          | 7.          | nd.         | nd.         | 12.         | nd.         | –           |

### Mistrzostwa świata
| Rok  | Miejscowość | Konkurencje | Konkurencje | Konkurencje | Konkurencje | Konkurencje | Konkurencje | Konkurencje |
| Rok  | Miejscowość | IN          | SP          | PU          | MS          | RL          | MR          | SR          |
| ---- | ----------- | ----------- | ----------- | ----------- | ----------- | ----------- | ----------- | ----------- |
| 1981 | Lahti       | 15.         | 11.         | nd.         | nd.         | 6.          | nd.         | –           |
| 1982 | Mińsk       | 23.         | –           | nd.         | nd.         | 8.          | nd.         | –           |
| 1983 | Anterselva  | 32.         | –           | nd.         | nd.         | 5.          | nd.         | –           |
| 1985 | Ruhpolding  | 3.          | 13.         | nd.         | nd.         | 7.          | nd.         | –           |
| 1986 | Oslo        | 11.         | 9.          | nd.         | nd.         | 4.          | nd.         | –           |
| 1987 | Lake Placid | 6.          | 12.         | nd.         | nd.         | 5.          | nd.         | –           |
| 1989 | Feistritz   | 11.         | 21.         | nd.         | nd.         | 11.         | nd.         | –           |

### Puchar Świata

#### Miejsca w klasyfikacji generalnej
| Sezon     | Miejsce |
| --------- | ------- |
| 1980/1981 | ?       |
| 1981/1982 | 15.     |
| 1982/1983 | 29.     |
| 1983/1984 | 8.      |
| 1984/1985 | 17.     |
| 1985/1986 | 4.      |
| 1986/1987 | 12.     |
| 1987/1988 | 7.      |
| 1988/1989 | 46.     |

#### Miejsca na podium chronologicznie
| Lp. | Dzień       | Rok  | Miejscowość | Konkurencja                | Lokata | Pudła   | Czas biegu | Strata  | Zwycięzca       |
| --- | ----------- | ---- | ----------- | -------------------------- | ------ | ------- | ---------- | ------- | --------------- |
| 1.  | 30 stycznia | 1982 | Ruhpolding  | Sprint na 10 km            | 2.     | 0+0     | 36:26,0    | +35,0   | Matthias Jacob  |
| 2.  | 6 stycznia  | 1984 | Falun       | Bieg indywidualny na 20 km | 3.     | 0+0+0+1 | 1:01:52,8  | +2:30,4 | Odd Lirhus      |
| 3.  | 19 stycznia | 1984 | Ruhpolding  | Bieg indywidualny na 20 km | 2.     | 0+0+0+1 | 1:04:56,2  | +38,3   | Peter Angerer   |
| 4.  | 14 lutego   | 1984 | Ruhpolding  | Bieg indywidualny na 20 km | 3.     | 0+0+0+0 | 57:30,3    | +2:14,7 | Jurij Kaszkarow |
| 5.  | 14 marca    | 1986 | Boden       | Bieg indywidualny na 20 km | 1.     | 0+0+0+0 | 1:05:53,3  | –       | –               |